# Абу Инан Фарис
Абу Инан Фарис ибн Али аль-Марини, или Абу Инан Фарис (араб. أبو عنان فارس بن علي‎; 1329—1358) — 12-й маринидский султан Марокко. Он распространил своё господство на Ифрикию и часть Тлемсена, то есть на современные северные Алжир и Тунис, но был вынужден отступить из-за восстания арабских племён. Умер, задушенный своим визирем, в 1358 году.

## Биография

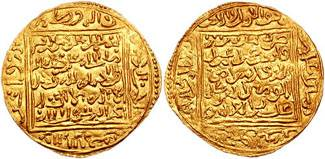
Монета Абу Инана Фариса

Отец Абу Инана Абу-ль-Хасан Али I взял город Тлемсен в 1337 году. В 1347 году Абу-л-Хасан аннексировал Ифрикию, ненадолго воссоединив территории Магриба в пределах, в каких они находились при Альмохадах. Однако Абу-л-Хасан переусердствовал в насаждении своей власти над арабскими племенами, которые восстали и в апреле 1348 года разбили его армию вблизи Кайруана. Абу Инан Фарис, который служил в качестве губернатора Тлемсена, вернулся в Фес и объявил себя султаном. Тлемсен и центральный Магриб восстали. Абу Инан первым среди правителей Маринидов принял альмохадский титул «амира аль-муминин» («правитель верующих»).

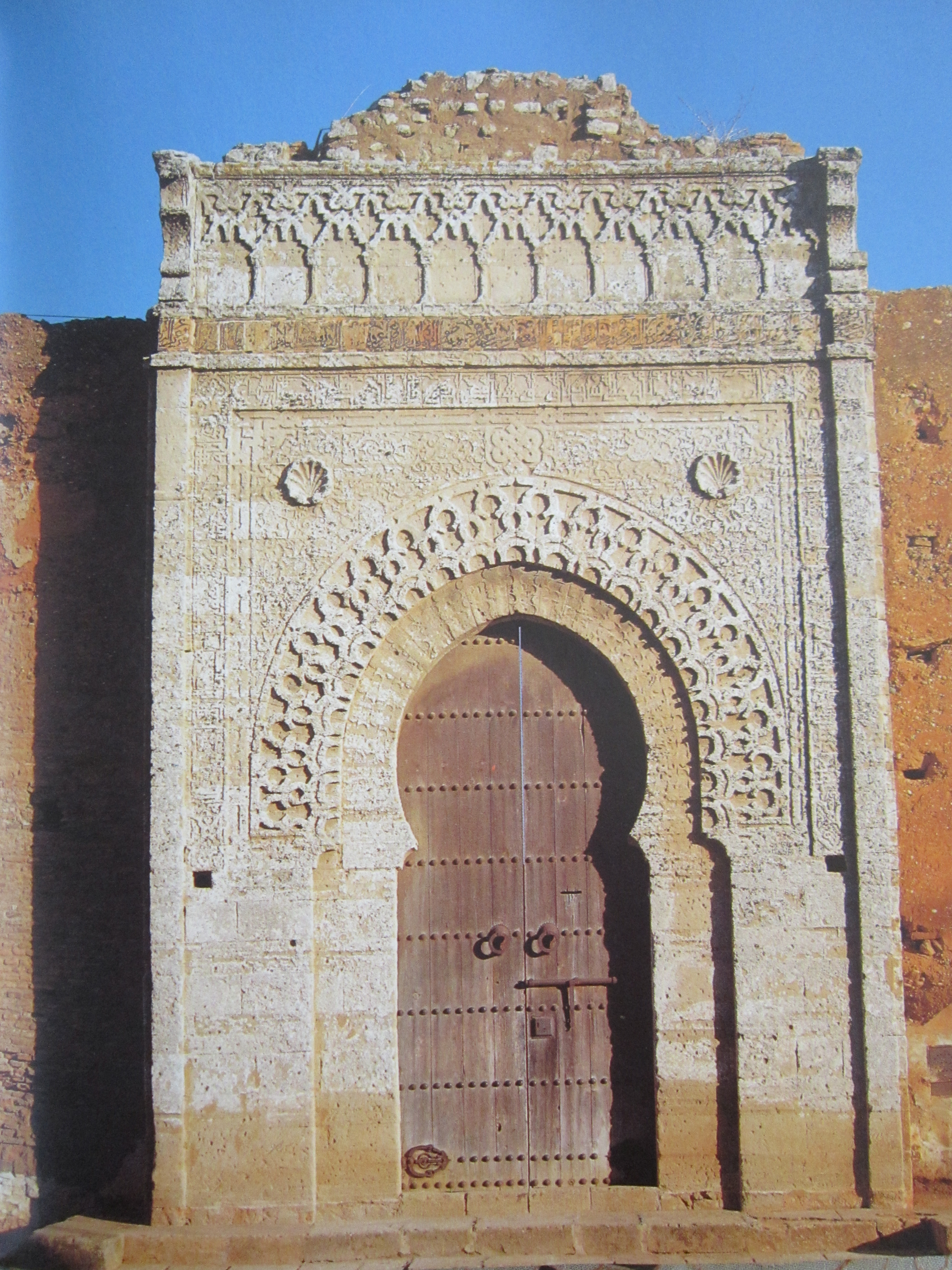
Ворота медресе, построенной Абу Инаном в Сале, 1356

Абу-ль-Хасан Али I был вынужден возвращаться из Ифрикии морем. Не сумев вернуть Тлемсен, он отправился в Сиджильмасу на юге Марокко, но был разбит и умер в изгнании в мае 1351 года. В 1352 году Абу Инан Фарис отбил Тлемсен и вскоре отвоевал центральный Магриб. Он взял Беджаю в 1353 году. Насридские правители Гранады были обеспокоены тем, что, если Абу Инан получит полный контроль над Магрибом, он решит вторгнуться в Гранаду. Чтобы ослабить его, они спонсировали восстание его брата Абуль-Фадла, который в декабре 1349 года был губернатором Туниса. Эмир Гранады Абуль-Хаджадж нанял в Кастилии корабли и использовал их, чтобы вывезти Абуль-Фадла и его сторонников в Сус, где тот начал восстание, однако оно вскоре было подавлено.
Абу Инан продолжил расширение своих владений на восток и взял Тунис в 1357 году, став хозяином Ифрикии. Из-за интриг своего визиря он был вынужден отступить из Туниса в том же году. В ноябре 1357 года Абу Инан заболел. Его визирь Хасана ибн Умара аль-Фудуди был в ссоре с наследником султана Абу Зайяном Мухаммадом, поэтому, ожидая скорой смерти Абу Инана Фариса, он назначил наследником своего сына Абу Бакра Саида. Когда Абу Инан начал оправляться от болезни, визирь испугался, что будет наказан за назначение Абу Бакра, и 10 января 1358 года он задушил султана.

## Наследие
Эпидемия чумы в конце правления Абу Инана и восстания Тлемсена и Туниса ознаменовали начало упадка государства Маринидов.
Абу Инан поручил одному из своих секретарей Ибн Джузаю описать 29 лет путешествия Ибн Баттуты. Работа была завершена в декабре 1355 года.
Абу Инан построил медресе в Мекнесе и Фесе в 1350 году и ещё одно медресе в Фесе в 1357 году. В его честь были названы медресе Бу Инания в Фесе и Мекнесе.